# キャロル郡 (メリーランド州)
キャロル郡（英: Carroll County）は、アメリカ合衆国メリーランド州の郡である。人口は17万2891人（2020年）。郡庁所在地はウェストミンスターであり、同郡で人口最大の町は国勢調査指定地域であるエルダーズバーグである。キャロル郡はボルチモア都市圏およびさらに広いワシントン・ボルチモア・北バージニア広域都市圏に属している。現在も田園部が多いが、近年は郊外化が進んでいる。

## 歴史
キャロル郡は1837年に、ボルチモア郡とフレデリック郡の一部を合わせて設立された。郡名は、アメリカ独立宣言の署名者キャロルトンのチャールズ・キャロル（1737年-1832年）に因んで名付けられた。
南北戦争のとき、郡民は北軍支持者と南軍支持者の間で厳しく別れた。1863年、ゲティスバーグ方面作戦の一部として部隊の郡内移動が多かった。6月29日、ウェストミンスターの通りでコービットの突撃と呼ばれる騎兵同士の小競り合いが起こり、デラウェアの騎兵2個中隊が、南軍J・E・B・スチュアート将軍の指揮する勢力の大きな部隊を攻撃した。
2013年、キャロル郡郡政委員会は、英語を郡の公式言語とすることを投票で決めた。

## 地理

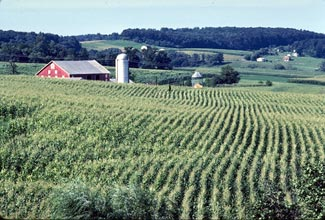
キャロル郡の農園

キャロル郡はピードモント台地にあり、その地形の大半はうねりのある丘陵と落葉樹の森という高原の特徴を示している。はっきりした起伏がパーズリッジであり、郡を南西から北東に二分している。郡内最高地点は北東部のディープラン道路沿いにあるダグヒルである。
キャロル郡の北はペンシルベニア州との州境であるメイソン＝ディクソン線である。南はパタプスコ川の南支流がハワード郡との郡境になっている。ボルチモア郡との東郡境の半分はパタプスコ川北支流とリバティ貯水池であり、マンチェスターとハンプステッドに近い北側半分は陸の郡境になっている。西はモノカシー川とサムズ・クリークでフレデリック郡と接している。郡内のその他主要河川は、ビッグパイプ・クリーク、リトルパイプ・クリーク、ダブルパイプ・クリーク、ベアブランチ、およびガンパウダー滝の水源である。郡南部にはパイニーラン貯水池がある。
アメリカ合衆国国勢調査局に拠れば、郡域全面積は452.40平方マイル (1,171.7 km2)であり、このうち陸地449.13平方マイル (1,163.2 km2)、水域は3.27平方マイル (8.5 km2)で水域率は0.72%である。

### 交通
郡内を3本の鉄道が通っている。昔のボルチモア・アンド・オハイオ鉄道オールド・メインラインが南部を東西に横切り、サイクスビルやマウントエアリーには昔の駅がある。ウェスタン・メリーランド鉄道の当初の本線が、キャロルトン、ウェストミンスター、ニューウィンザー、ユニオンブリッジを通り、南東から北西に走っている。昔のボルチモア・アンド・ハノーバー鉄道（後にウェスタン・メリーランド鉄道が買収）ハンプステッド、ミラーズ、ラインボロを通って東に運行している。ウェスタン・メリーランド鉄道の本線は現在メリーランド・ミッドランド鉄道が運営し、他の2線はCSXトランスポーテーションが運営している。

#### 主要高規格道路
- メリーランド州道26号線
- メリーランド州道27号線
- メリーランド州道32号線
- メリーランド州道91号線
- メリーランド州道97号線
- メリーランド州道140号線
- メリーランド州道194号線

### 隣接する郡
- ヨーク郡 (ペンシルベニア州) - 北東
- ボルチモア郡 - 東
- ハワード郡 - 南
- フレデリック郡 - 西
- アダムズ郡 (ペンシルベニア州) - 北西

## 人口動態
以下は2000年国勢調査による人口統計データである。
| 基礎データ - 人口: 150,897人 - 世帯数: 52,503 世帯 - 家族数: 41,109 家族 - 人口密度: 130人/km2（336人/mi2） - 住居数: 54,260軒 - 住居密度: 47軒/km2（121軒/mi2） 人種別人口構成（2000年統計、（ ）内は2010年統計） - 白人: 95.69% (92.9%、非ヒスパニック系は91.20%) - アフリカン・アメリカン: 2.28% (3.19%) - ネイティブ・アメリカン: 0.22% (0.20%) - アジア人: 0.75% (1.45%) - 太平洋諸島系: 0.02% (0.03%) - その他の人種: 0.31% (0.09%) - 混血: 0.73% (1.33%) - ヒスパニック・ラテン系: 0.99% (2.61%) 先祖による構成 - ドイツ系：30.5% - アイルランド系：14.0% - アメリカ人：11.1% - イギリス系：10.7% - イタリア系：7.3% | 年齢別人口構成 - 18歳未満: 27.7% - 18-24歳: 7.0% - 25-44歳: 30.6% - 45-64歳: 23.9% - 65歳以上: 10.8% - 年齢の中央値: 37歳 - 性比（女性100人あたり男性の人口） - 総人口: 97.4 - 18歳以上: 94.0 世帯と家族（対世帯数） - 18歳未満の子供がいる: 39.7% - 結婚・同居している夫婦: 66.5% - 未婚・離婚・死別女性が世帯主: 8.3% - 非家族世帯: 21.7% - 単身世帯: 17.5% - 65歳以上の老人1人暮らし: 7.4% - 平均構成人数 - 世帯: 2.81人 - 家族: 3.18人 収入と家計 - 収入の中央値 - 世帯: 60,021米ドル（2007年推計では78,912ドル） - 家族: 66,430米ドル（2007年推計では90,376ドル） - 性別 - 男性: 44,191米ドル - 女性: 30,599米ドル - 人口1人あたり収入: 23,829米ドル - 貧困線以下 - 対人口: 3.8% - 対家族数: 2.7% - 18歳未満: 4.0% - 65歳以上: 4.9% |

2007年時点で、人口65,000人から25万人の郡では国内第10位の豊かな郡である。

## 経済
ジョス・A・バンク・クロージャーズが郡内ハンプステッドに近い未編入領域に本社を置いている。

## 芸術と文化

### 博物館とその他見どころ
郡内には多くのアメリカ合衆国国家歴史登録財がある。

## 郡政府
キャロル郡は、メリーランド州の伝統的な郡政府形態である郡政委員会が統治している。委員は5人である。
過去に何度か政府形態を郡執行官と郡政委員会の方式に変えることを住民に問うたが、全て拒否されてきた。
キャロル郡は共和党を強く支持することで、ボルチモア・ワシントン大都市圏にある他郡と異なっている。

### 郡政委員会
2004年、郡民投票で郡政委員会の委員定数を3人から5人に増員することを承認した。5人の委員は5つの選挙区から選ばれ、これまでの3人が全郡を選挙区に選ばれていたのと異なる。2006年の選挙ではメリーランド州議会が地区割りに同意しなかったので、この変更は2010年選挙で有効となった。

### 警察
郡の警察機能は、キャロル郡保安官事務所、メリーランド州警察が担当し、さらに幾つかの自治体も独自の警察を持っている。保安官事務所は警察機能に加えて裁判所の任務も行っている。令状の送達、子供支援法の執行、裁判所の安全保障、囚人の移送などがある。2007年10月4日、郡政委員会は郡の警察部を創設することを決めた。警察部が主に法の執行を担当し、保安官事務所は裁判所の任務を継続することとされた。この変更で、選挙で選ばれた保安官が法の執行全てを担当していたことに代わり、郡政委員会は警察署の長を指名しまた解雇することもできるようになった。州内の人口が多い郡ではこのような二重組織で運営しており、キャロル郡も人口が増加していたので、同じ仕組みを採用することになった。ウェストミンスター警察署のような自治体の組織には影響が無かった。

### 家庭支援サービス
郡内の家族や個人に対して、一般的なカウンセリング、トラウマの治療、家庭内暴力犠牲者の支援、成人障碍者の家庭内支援などをメリーランド州中部家庭・子供のサービスが行っている。これは民間の非営利団体であり、ウェストミンスターに事務所を構えている。家庭・子供のサービスはウェストミンスターの成人デイケアセンターも運営している。サービスによっては無料のものもあり、通常収入によってスライド制料金を適用している。

## 教育
キャロル郡公共教育学区は、州内の教育学区の中では第9位の大きさである。

## メディア
郡内の新聞は『キャロル・カウンティ・タイムズ』である。

## 著名な出身者
- フランシス・スコット・キー、アメリカ合衆国の国歌『星条旗星条旗』の作詞者、現在のキャロル郡北西部、テラルブラの家族のプランテーションで生まれた[22]

## 大衆文化の中で
- ティム・アレンが主演した1997年の映画『For Richer or Poorer』や、リチャード・ギアとジュリア・ロバーツが出演した1999年の映画『プリティ・ブライド』は、キャロル郡が舞台に使われた。
- 2003年の映画『ヒップホップ・プレジデント 』では、主演のクリス・ロックがノースキャロル中学校の前で演説を行っている。

## 都市と町
郡内にはメリーランド州法の市が2つ町が6つある。
- 2 都市:
  1. ウェストミンスター（1818年法人化） - 郡庁所在地
  2. トーニータウン（1836年法人化）

- 6 町:
  1. マンチェスター（1834年法人化）
  2. ニューウィンザー（1843年法人化）
  3. ユニオンブリッジ（1872年法人化）
  4. ハンプステッド（1888年法人化）
  5. マウントエアリー（1894年法人化、フレデリック郡、モンゴメリー郡、ハワード郡にも跨る）
  6. サイクスビル（1904年法人化）

### 国勢調査指定地域
未編入領域も「町」と考えられるが、政府は無い。アメリカ合衆国国勢調査局、アメリカ合衆国郵便公社、地元商工会議所など様々な組織がその町を定義している。法人化はされていないので、その境界が定義されていない。アメリカ合衆国国勢調査局は以下の国勢調査指定地域を登録している。
1. エルダーズバーグ（2010年国勢調査での人口は 30,531 人）

### 未編入の町
その他未編入の町として次のものがある。
1. アレシア
2. キャロルトン
3. キャロルタウン
4. デトゥア
5. フィンクスバーグ
6. フリッツェルバーグ
7. ギャンバー
8. ゲイサー
9. グリーンマウント
10. ハーニー
11. ヘンリートン
12. ジェイソンタウン
13. カイマー
14. ラインボロ
15. ラインウッド
16. ルイスビル
17. マリオッツビル（一部はハワード郡とボルチモア郡）
18. ミドルバーグ
19. ミラーズ
20. パタプスコ
21. プレザントバレー
22. シルバーラン
23. ユニオンミルズ
24. ユニオンタウン
25. ウッドバイン（一部はハワード郡）
26. ウッドストック（一部はハワード郡）